# Nyabwuya
Nyabwuya är ett vattendrag i Burundi.   Det ligger i provinsen Bujumbura Rural, i den centrala delen av landet, 24 km öster om huvudstaden Bujumbura.
Omgivningarna runt Nyabwuya är en mosaik av jordbruksmark och naturlig växtlighet. Runt Nyabwuya är det tätbefolkat, med 266 invånare per kvadratkilometer.